# Cydia pomonella

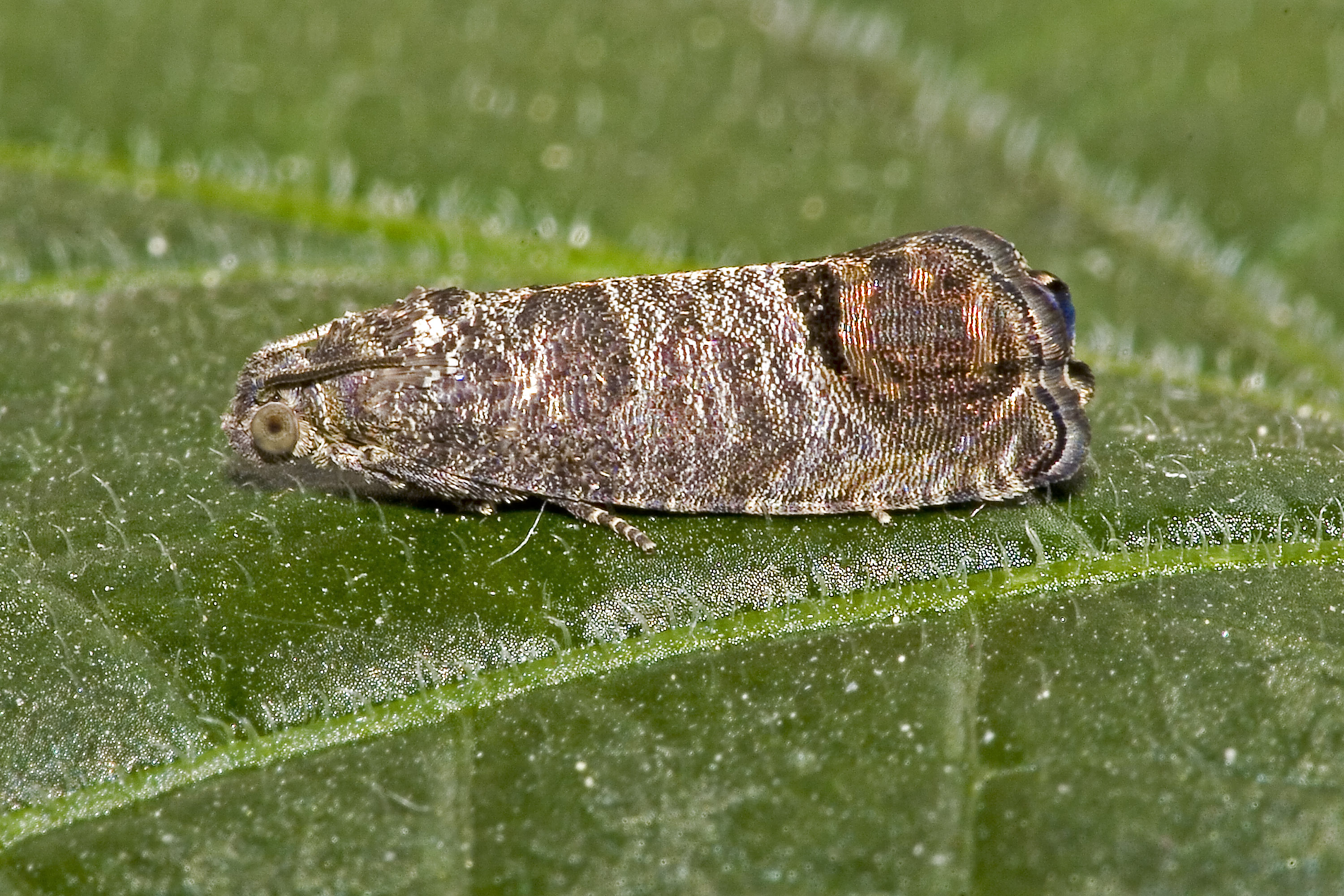
Adulto de carpocapsa.

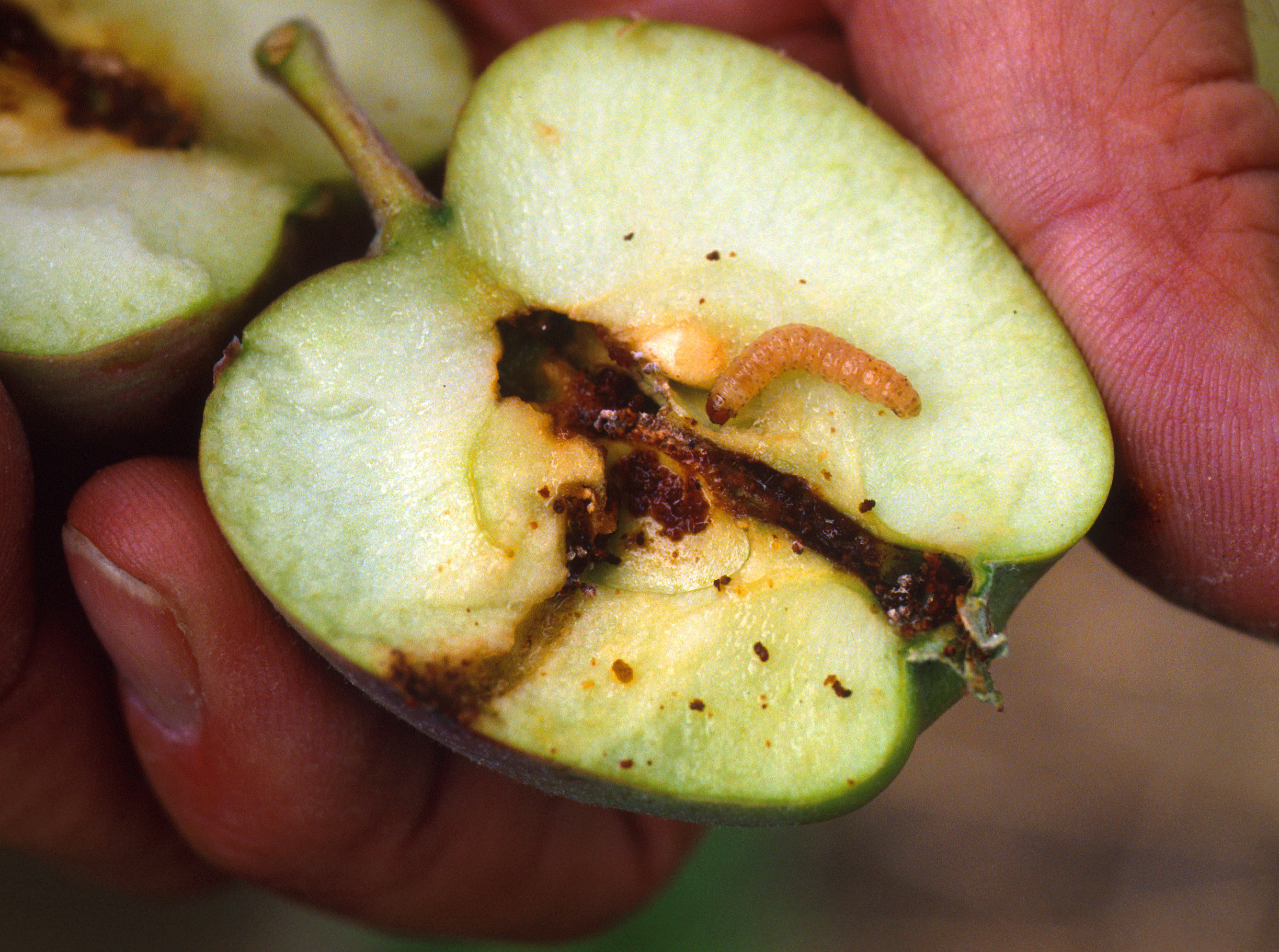
Larva en manzana.

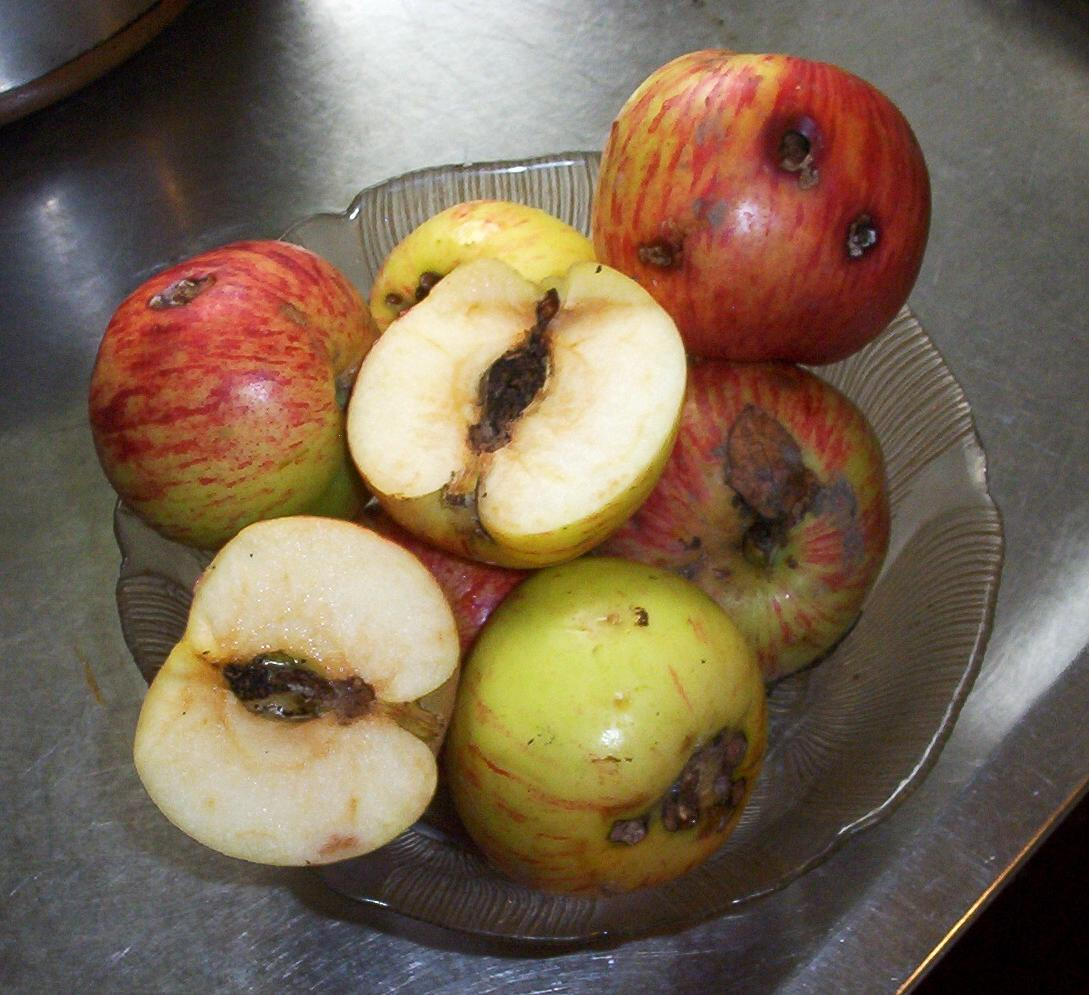
Daños de las larvas en manzanas.

La carpocapsa o polilla del manzano (Cydia pomonella) es una especie de lepidóptero ditrisio de la familia Tortricidae. Son muy conocidos en agricultura ya que sus larvas son gusanos comunes de la manzana. Nativa de Europa fue introducida a Norteamérica, donde se convirtió en una plaga habitual de los manzanos, alcanzando una dispersión mundial.  También ataca pera, ciruelo, y otros árboles frutales. Su larva es el popular "gusano de la manzana".
El adulto de C. pomonella es grisáceo y presenta rayas de color del cobre en alas, su envergadura es de unos 17 mm. La hembra pone huevos en los frutos y las hojas. La larva tiene cabeza negra y cuerpo dorado, atacando las frutas inmediatamente tras la eclosión. La larva se introduce en la pulpa, comiendo de ella durante unas tres semanas, luego sale de la fruta para invernar y empupar.
Este insecto tiene dos generaciones anuales; en la zona del Pacífico noroeste de Norteamérica, hay hasta una tercera generación parcial.

## Control
Las infestaciones se suelen controlar con insecticidas. 
También se utilizan feromonas sexuales femeninas (codlemona), para conocer en cada momento el tamaño de las poblaciones presentes y determinar el riesgo de ataque a los frutales.  Con datos del tiempo se establecen modelos de "grados día"  prediciendo con excelente seguridad la fenología de las poblaciones en el campo, dándole a los aplicadores el momento oportuno para tratar. La kairomona es un atrayente alimentario usado en la captura de machos y de hembras (DA lure).

### Técnica de confusión sexual
Las feromonas también se utilizan para dificultar que el macho localice a la hembra y se apareen ya que al recibir señales de multitud de sitios tienen muchas dificultades para localizar a las hembras. Los difusores se deben poner en la plantación, estos emiten la feromona femenina a una tasa alta y relativamente constante. El mecanismo de interrupción del apareamiento se conoce poco, se cree que incrementa el tiempo requerido por los machos en encontrar hembras,  reduciendo la fecundidad o simplemente enmascara la posición de hembras, reduciendo el apareamiento sustancialmente.
El control biológico de este insecto es difícil, ya que las larvas están bien protegidas dentro de la fruta durante mucho tiempo. Sin embargo, sus puestas si pueden ser parasitadas por avispillas como Trichogramma spp. Estas avispillas depositan sus huevos dentro de los de C. pomonella, luego las larvas de las avispillas devoran los huevos de este lepidóptero.
Otro método de control y seguimiento de las poblaciones es el uso de bandas de cartón engomado alrededor del tronco; como las larvas salen del árbol para empupar en el suelo después de haber infestado las frutas estas quedan pegadas y mueren al descender.
Se han realizado ensayos con pulverizaciones de caolín y han dado buenos resultados en el control de esta plaga ya que las mariposas encuentran inapropiadas para realizar las puestas las hojas y frutos tratados con esta arcilla. El caolín también hace que los árboles sean menos reconocibles por los insectos. El recubrimiento por caolín debe de ser total por lo que debe ser renovado si es lavado por lluvias, pero también debe conseguirse que en el momento de la recolección la fruta esté limpia de caolín.
La principal dificultad para lidiar con la plaga de polilla del duraznero, parece estar en ubicar el momento adecuado del control. El método de cálculo de los "días grado" a menudo es utilizado por los expertos para aproximar cuándo una plaga en particular alcanzará una etapa particular de desarrollo durante una temporada determinada. Dado que las etapas del desarrollo de los insectos se activan por la acumulación de una cierta cantidad de calor a lo largo del tiempo, este cálculo implica un seguimiento cuidadoso de los cambios en la temperatura diaria. En el caso de la polilla común, las larvas que crecen emergiendo de la corteza y otros espacios de hibernación migrarán y tomarán prestadas las manzanas poco después de que caigan los pétalos. Para una larva dada, esta migración se lleva a cabo en solo dos o tres horas. El control efectivo utilizando cualquier método, por lo tanto, depende crucialmente de identificar cuándo ocurren momentos decisivos como estos.